# 3,7 cm Pak 35/36
PaK 35/36 (нім. 3,7 cm Panzerabwehrkanone 35/36) — 37-мм німецька протитанкова гармата початкового періоду Другої світової війни.

## Історія створення
Версальська угода забороняла Німеччині мати на озброєнні та розробляти протитанкову артилерію. Але ще за часів Веймарської республіки за зачиненими дверима велися розробки заборонених типів озброєнь. Роботи по розробці 37-мм протитанкової гармати почались ще у 1924 році, їх проводила фірма Рейнметалл-Борзіг. У 1928 році нова гармата під назвою Tak 28 була прийнята на озброєння, пізніше у 1929 році гармата була допрацьована і під назвою Tak 29 пішла у серійне виробництво. Це був прототип гармати PaK 35/36, який мав дерев'яні колеса без ресори. В 1935 році гармата була модернізована та знов прийнята на озброєння.

## Серійне виробництво
Виробництво 37-мм гармат (Tak 29) почалося в 1928 році, з 1935 року почали випускати гармати PaK 35/36. На 1 вересня 1939 року в військах налічувалось 11 200 гармат. Після початку війни виробництво гармат становило: 1229 шт. — 1939 рік (вересень-грудень), 2713 шт. — 1940 рік, 1365 шт. — 1941 рік та 32 шт. в 1942 році. Загалом було зроблено 16 539 шт. 37-мм протитанкових гармат Tak 28, Tak 29 та PaK 35/36.

## Опис конструкції
37-мм гармата мала легкий двоколісний лафет з розсувними станинами, що забезпечував при розсунутих станинах кут горизонтального обстрілу 60°. Стрільбу можна було вести і не розводячи станин, але вимкнувши підресорювання. Лафет був забезпечений колесами з гумовими шинами. Гармата мала клинової горизонтальний затвор з механізмом автоматичного закривання. Наявність цього механізму забезпечувала скорострільність до 20 пострілів на хвилину. Довжина ствола становила 45 калібрів, що забезпечувало початкову швидкість снаряду 500—800 м/с в залежності від типу боєприпасів.
Перевезення гармати здійснювалось механічною тягою, зокрема шестиколісним Krupp-Protze, або двома кіньми з передком. На полі бою гармату пересували вручну.
Стрільба з гармати велася унітарними снарядами з бронебійними або осколковими снарядами.

## Характеристики та властивості боєприпасів
Основним бронебійним снарядом був снаряд звичайного типу з донним детонатором, що має трасувальни пристрій. Цей снаряд вагою 0,68 кг забезпечувався детонатором з уповільненням.
Спеціальний бронебійний снаряд Pzgr.40 (підкаліберний). Цей снаряд застосовувався при стрільбі на дальність не більше 300 м. Вага цього снаряда дорівнювала 0,368 кг. При куті зустрічі 30 ° стандартний бронебійний снаряд з відстані 100 м пробивав броньовий лист товщиною 31 мм, а з відстані 500 м — 22 мм. Бронебійний снаряд Pzgr.40 при тих же умовах забезпечує ураження броні 50 і 31 мм відповідно.
Більш велику бронепробивність мала розроблена для цієї гармати надкаліберна кумулятивна міна вагою 9,3 кг. Вона пробивала броньовий лист товщиною близько 90 мм при стрільбі на відстань 300 м, найефективніша стрільба велася на відстанях близько 100 м.
Для ураження живої сили противника в боєкомплект гармати входив осколковий снаряд з головним детонатором миттєвої дії. Стрільба з гармати велася за допомогою оптичного або коліматорного прицілу.

## Організаційно-штатна структура
37-мм протитанкові гармати PaK 35/36 організаційно входили до протитанкових частин. Рота мала на озброєнні 12 таких гармат. Боєкомплект кожної гармати становив 220 снарядів. Стандартна німецька піхотна дивізія за штатами 1940 року мала на озброєнні 75 таких гармат.

## Бойове використання
Вперше в бойових умовах PaK 35/36 була випробувана під час громадянської війни в Іспанії, де з успіхом уражала радянські танки БТ-5 та Т-26. Під час польської кампанії з цієї гармати також легко вражалися танки з легкою бронею.
Але вже під час війни у Франції німецькі війська зітнулися з важко броньованими танками Матильда Mk I та Mk II і французькими B-1 та S-35, які для 37-мм гармат були майже невразливі.
Ще більше розчарування чекало німців на Східному фронті під час німецько-радянської війни. Хоча PaK 35/36 могла вражати старі типи легких танків БТ-7, Т-26, але від нових радянських танків Т-34 та КВ снаряди 37-мм гармати просто відскакували. Вражати ці танки вдавалося лише з невеликих відстаней 100—300 м, і частіше лише в корму танків. В одному з донесень писалося, що прислуга 37-мм гармати домоглася 23 попадань в один і той же танк Т-34 і лише коли снаряд влучив в погон башти, танк був виведений з ладу. За це у військах ця гармата отримала прізвисько «хлопавки».
В 1941–1942 роках ці гармати почали змінювати на нові 50-мм та 75-мм, а PaK 35/36 використовувалась в військах як гармата безпосередньої підтримки піхоти. На 1 березня 1945 року в строю ще знаходилось 217 гармат цього типу і ще 670 гармат у арсеналах.

## Озброєння на основі PaK 35/36
На базі PaK 35/36 німецькі конструктори розробили танкову гармату KwK 36 L/45, якою озброювалися ранні моделі танка PzKpfw III. Крім того 37-мм гармата PaK 35/36 встановлювалася на різноманітні шасі, як німецького виробництва так і трофейні:
- 3,7 cm Pak 35/36 auf Inf. Schlepper UE 630(f) — на базі трофейного французького багатоцільового гусеничного транспортера (танкетки) Chenilette Renault ЄС. Всього виготовлено близько 700 шт. Частина з них брала участь у боях на Східному фронті, велика частина залишилася у Франції, де взяла участь у боях із союзниками в 1944.
- 3,7 cm Pak 35/36 auf leSPW U304(f) — на базі трофейного французького напівгусеничного трактора Р107 Unic.
- САУ на базі трофейних англійських бронетранспортерів Universal Carrier і Bren Carrier.
- Sd.Kfz.250/10 — на базі бронетранспортера Sd.Kfz.250. Використовувалися як машини командирів взводів на всіх театрах військових дій.
- 40 mm 40M – це була угорська розробка. Фактично це була Pak 36, але перестволена для установки у 40-мм A17 Škoda, стандартної угорської легкої протитанкової гармати. Вона могла стріляти тими ж боєприпасами, що й 40-мм зенітна гармата Bofors, а також для неї була зроблена версія боєприпасу Stielgranate.
- Type 97 37 mm – це була японська протитанкова гармата, розроблена Rheinmetall і вироблялася за ліцензією, яка була схожа на Pak 35/36[1].
- Cannone contracarro da 37/45 – це була італійська протитанкова гармата, розроблена Rheinmetall і вироблялася за ліцензією, яка була схожа на Pak 35/36. Гармати, захоплені Німеччиною після поразки Італії, отримали позначення 3.7 cm Pak 162(i)[1].
- Нідерланди також використовували Pak 35/36. Гармати, захоплені Німеччиною, отримали позначення 3.7 cm Pak 153(h)[1].

## Була на озброєнні
37-мм протитанкова гармата Pak 35/36 поставлялася до Туреччини, Голландії, Королівства Італія, Іспанської держави, Японської імперії. СРСР та США купували декілька зразків Pak 35/36 і на її базі створили свої гармати 45-мм протитанкову гармату зр. 1937 року (СРСР) та 37-мм протитанкова гармата М 3 (США).
Також Pak 35/36 поставлялася в війська союзників нацистської Німеччини у Другій світовій війні — Фінляндії, Румунському королівству, Словацькій республіці.